# 네마냐 마티치
네마냐 마티치(세르비아어: Немања Матић, Nemanja Matić, 1988년 8월 1일 샤바츠 ~ )는 세르비아의 축구 선수로, 현재 프랑스 리그 1의 리옹에서 수비형 미드필더로 활약하고 있다.

## 클럽 경력
2004년, 16세의 나이로 마티치는 FK 콜루바라의 1군에 합류하였다. 마티치는 3시즌동안 16경기에 출장하였다. 그는 베오그라드 세르비아 리그 (3부리그) 에서의 인상적인 활약 후, 그는 슬로바키아 수페르리가의 MFK 코시체로 이적하였다. 그는 67번의 슬로바키아 리그 경기에 참여하여 4골을 기록하였고, 소속팀이 2008-09 시즌을 4위로 마감하는데 공을 세웠다. 그는 세넥의 NTC 세넥에서 벌어진 슬로박 컵 결승전에서도 FC 페트르잘카 1898를 꺾고 소속팀이 우승을 할 수 있도록 하였다. 코시체는 3-1로 승리하여 UEFA 유로파리그의 첫 시즌에 우승할 수 있게 되었다.
네마냐는 이중국적자이다. 그는 세르비아 출신임에 따라 세르비아 시민권을 가지고 있고, 나중에 슬로바키아 시민권도 획득하였다. 2008-09 시즌 프리미어리그 트라이얼을 거친 뒤 미들즈브러 FC가 가장 먼저 그를 영입하였다. 그러나, 트라이얼은 덴마크전을 앞둔 세르비아 국가대표팀의 차출로 인해 중단되었다. 2009년 여름, 마티치가 프리미어리그의 토트넘 홋스퍼 FC나 첼시 FC로 이적할 것이라는 소문이 돌았다.

### 첼시 FC
2009년 8월 18일, 마티치는 £1.5M의 가격에 첼시 FC와 4년 계약을 체결하였다. 그는 24번 유니폼을 받았지만, 그는 UEFA U-21 챔피언쉽에서 부상을 당하는 바람에 데뷔가 연기되었다. 그는 2009년 9월 23일, 1-0 승리로 끝난 퀸즈 파크 레인저스 FC와의 리그 컵 경기에서 벤치를 지켰다. 마티치는 2009년 11월 21일, 울버햄프턴 원더러스 FC전에서 69분 플로랑 말루다와 교체 투입되어 데뷔전을 치루었고, 팀은 4-0 승리를 거두었다. 그는 위건 애슬레틱 FC와의 2009-10시즌 리그 마지막 경기에 출장하였고, 이날 첼시는 8-0로 크게 이겨 프리미어리그 우승 트로피를 들어올렸다.

### 피테서
2010년 8월 23일, 마티치는 첼시 동료 슬로보단 라이코비치와 마테이 델라치와 함께 에레디비시의 피테서로 1년동안 임대되었다.

### 벤피카
2011년에는 첼시가 다비드 루이스를 영입하면서 그 대가로 벤피카로 팀을 옮겼다.

### 첼시로의 복귀
1월 겨울이적시장을 통해 첼시로 다시 복귀하였다. 복귀 후 첫 선발인 fa컵 스토크 시티 FC전에서는 팀의 1:0 무실점 승리를 이끌어내는 활약을 펼치며 좋은 신호탄을 올렸다. 그리고 그는 2014년 2월 4일 맨체스터 시티와의 리그 경기에서 다비드 루이스와 더블 볼란치를 이뤘는데 엄청난 활동량과 피지컬, 높이(다비드 루이스 189cm,마티치 194cm)로 상대 맨시티의 최고 선수 야야 투레를 완벽히 봉쇄하면서 밀리지 않는 중원 싸움을 보여주었다. 리그 레이스에 중요한 결전인 이 맞대결 mom으로 선정되면서 마티치라는 이름 세 글자를 세상에 알렸다. 그 후로 그는 매경기 기복 없는 좋은 경기력을 펼치며 첼시의 수비 불안, 중원 문제를 한꺼번에 덜어 내줬고 2014/2015시즌 시작전에 영입된 세스크 파브레가스와 더블 볼란치를 이뤄 현재 세계 최고 수준의 중원을 이뤘다.

### 맨체스터 유나이티드
16-17 시즌 후, 첼시가 모나코에서 티에무에 바카요코를 영입하자, 입지가 좁아진 마티치는 첼시의 프리 시즌 투어에 제외되었고, 2017년 7월 31일(한국시각)에 영국 공영 방송 BBC를 통해 4000만 파운드(약 588억 원)의 이적료를 기록하며 맨체스터 유나이티드와 3년 계약을 맺고 이적하였다. 이로써 마티치는 수비형 미드필더 중 역대 두 번째로 높은 이적료를 기록했으며, 지난 시즌 아스날로 이적한 그라니트 샤카 (4500만 유로) 다음으로 마티치가 4470만 유로로 뒤를 이었다.
2017년 8월 14일(한국시각 자정)에 열렸던 웨스트햄 유나이티드와의 리그 개막전 경기 때 미드필드에서 굳건한 수비력을 선보였다. 경기 후, 전 세계 팬들을 상대로 실시한 투표에서 74%의 득표율을 얻어 맨 오브 더 매치(Man Of the Match) 선정되었으며, 현지 언론으로부터 평점 9점을 받았다.
마티치는 2018년 3월 6일 새벽 5시(이하 한국 시간), 영국 셀허스트 파크에서 열린 2017-2018 잉글랜드 프리미어리그(EPL) 29라운드 크리스털 팰리스를 상대로 환상적인 중거리 슛으로 득점을 기록하여 맨유의 3-2 대역전승을 이끌어냈다.

### 로마
2022년 6월 14일 맨체스터 유나이티드와 계약 만료 후 AS 로마와 1년 계약을 맺으며 조제 모리뉴 감독과 재회했다.

### 렌
2023년 8월 14일 리그 1의 렌으로 이적했다.

## 국가대표 경력
2008-09 시즌 FC 스파르타크 트르나바의 감독 블라디미르 베르메조비치는 그를 세르비아 감독에게 추천하였다. 네마냐는 당시 세르비아 국가대표팀에서 생소한 이름이었다. 2008년 10월 11일, 마티치는 세르비아 U-21 대표팀에 차출되어 덴마크 U-21 대표팀과의 경기에 출전하였다. 세르비아 U-21 대표팀 소속으로 3경기 출장과 2골을 기록한 그는 2008년 12월 14일, 폴란드와의 친선경기를 앞두고 세르비아 성인대표팀에 차출되었다.
마티치는 2009년 UEFA U-21 챔피언쉽에 참가하여, 이탈리아와의 첫 조별리그 경기 (0-0)에서 85분 출장하였다. 마티치는 이탈리아의 세바스티안 조빈코와 충돌하여 부상당하였다. 그는 오른발의 5번째 중족골 골절로 수술을 받았다.

## 경력
- 2009년 UEFA U-21 챔피언십 국가대표

## 수상

### 클럽
코시체
- 슬로바키아 컵: 2008-09

첼시
- 프리미어리그: 2014-15, 2016-17
- FA컵: 2009-10
- 풋볼 리그 컵: 2014-15

벤피카
- 프리메이라리가: 2013-14
- 타사 다 리가: 2011-12

맨유 
- UEFA 슈퍼컵: 준우승 2017-2018
- FA컵: 준우승 2017-2018
- UEFA 유로파리그: 준우승 2020-2021

### 개인
- 프리메이라리가 올해의 선수: 2012-13
- 세르비아 올해의 축구 선수: 2014, 2015
- SJPF 이달의 선수상: 2012년 12월, 2013년 1월, 2013년 4월
- FIFA 푸슈카시상: 2013년 (2위)
- 프리미어리그 PFA 올해의 팀: 2014-15
- FIFA/FIFPro 월드 XI 5th team: 2017년
- 맨체스터 유나이티드 올해의 골 : 2017-18